# Untsakad
Untsakad — естонський фолк-гурт,  утворений 1992 року. До 1993 року мав назву «Rahvastepalli».

## Учасники
- Яанус Янтсон — акустична гітара, спів
- Марґус Пилдсепп — акордеони, спів
- Ілмар Калд — скрипка, спів
- Яанус Пилдер — мандоліна, спів
- Марек Рятсеп — бас-гітара, спів
- Тауно Уйбо — звукооператор

## Дискографія
- Karmi elu sunnil (1994)
- Nuur ma olli, ull ma olli… (1995)
- Päälinna laiv Von Krahlis (1996)
- Nižni Novgorod (1997)
- Metsa läksid sa (1998)
- Tütarlaps merimeeste kõrtsist (2000)
- Untsakad 10 (2002)
- Metsa läksid sa 2 (2006)
- Meie küla pidu (2011)